# Цюрихтальская волость
Цюрихтальская во́лость — административно-территориальная единица в составе Феодосийского уезда Таврической губернии. Образована после 4 июня 1871 года, когда были высочайше утверждены Правила об устройстве поселян-собственников (бывших колонистов)… и, как прочие подобные вости, была устроена не по территориальному, а по национальному признаку, просто включая населённые крымскими немцами селения, разбросанные по уезду. Была реорганизована в ходе земской реформы 1890-х годов и деревни волости располагались, в основном, на территории современных Советского, востока Белогорского и Кировского районов. Существовала до упразднения волостей в 1921 году.

## Состав и население волости на 1889 год
Первые данные о составе волости и населении содержатся в «Памятной книге Таврической губернии 1889 года», согласно которой в волости было 14 селений с 2029 жителями.

| - Аблеш — 159 чел. - Аккобель — 34 чел. - Гельбрун — 226 чел. - Ички — 28 чел. - Конрат — 58 чел. - Кенегез — 239 чел. - Менгермен — 66 чел. | - Нейдорф — 209 чел. - Нейгофнунг — 85 чел. - Саргиз — 107 чел. - Саурча — 146 чел. - Фриденталь — 126 чел. - Цюрихталь — 443 чел. - Шейх-Эли — 103 чел. |

## Состав и население волости на 1892 год
Согласно «Памятной книжке Таврической губернии на 1892 год…» в волости числилось 4316 жителей в 32 населённых пунктах.

| - Аджи-Булек-Келечи — 166 чел. - Аккобек — 30 чел. - Антай — 57 чел. - Акчора — 94 чел. - Бурундук — 164 чел. - Гейльбрун — 122 чел. - Джума-Эли — 304 чел. | - Кайнаш — 163 чел. - Конрат — 59 чел. - Менгермен немецкий — 47 чел. - Найман — 12 чел. - Нейгофнунг — 78 чел. - Окреч — 11 чел. - Османчик — 105 чел. | - Субаш — 11 чел. - Тохтабе — 92 чел. - Тузла-Шейх-Эли — 39 чел. - Тюбень-Сарай — 27 чел. - Цюрихталь — 289 чел. - Челеби-Эли — 173 чел. - Чийкил — 4 чел. - Эсен-Эки — 336 чел. |

Также в «…Памятной книжке…» приводится список экономий и разорённых деревень, жители коих живут в разных местах: Тууш, Бурундук, Османчик, Мокрый Индол, Ишунь, Карабай, Учкуя, Конрат, Аккобек, Мамбет-Аджи, Шакил, Шейх-Мамай и Муратча-Сарай.

## Состав и население волости на 1902 год
В «…Памятной книжке Таврической губернии на 1902 год» в волости записано 47 населённых пунктов в которых числилось 5 427 жителей. Основное население проживало в 30 деревнях:

| - Аджи-Булек-Келечи — 70 чел. - Аккобек — 39 чел. - Акчора — 240 чел. - Акчора-Вакуф — 254 чел. - Антай — 102 чел. - Боркая — 19 чел. - Бурундук — 65 чел. - Гейльбрун — 182 чел. - Джанкой — 107 чел. - Джума-Эли — 674 чел. | - Кайнаш — 328 чел. - Карабай-Ивановка — 20 - Киянлы-Вакуф — 22 чел. - Конрад — 64 чел. - Мамбет-Аджи — 84 чел. - Менгермен — 376 чел. - Менгермен немецкий — 63 чел. - Мурача-Сарай — 39 чел. - Найман — 247 чел. - Нейгофнунг — 105 | - Новый-Тузла-Шейх-Эли — 29 чел. - Окречь — 137 чел. - Османчик — 63 - Субаш — 151 чел. - Тахтаба — 211 чел. - Тузла-Шейх-Эли — 27 чел. - Тюбень-Сарай — 132 чел. - Цюрихталь — 291 чел. - Челеби-Эли — 226 - Эсен-Эки — 562 чел. |

Кроме того числилось 4 хутора — Веребрюсов — 154 чел., Карабай I — 17 чел., Карабай II — 5 чел. и Челеби-Эли — 13 чел.; также 8 экономий — Шейх-Мамай — 41 чел., Баран-Эли — 11 чел., Карабай — 24 чел., Учкую — 40 чел., Мамбет-Аджи — 19 чел., Ишунь — 81 чел., Мокрый Индол — 12 чел. и Челеби-Эли — 20 чел., 3 усадьбы — Мокрый Индол — 5 чел., Ишунь I — 7 чел., Ишунь II — 5 чел., посёлок Ички — 35 и почтовая станция Бурундук — 9 жителей.

## Состав волости на 1915 год
По Статистическому справочнику Таврической губернии. Ч.II-я. Статистический очерк, выпуск пятый Феодосийский уезд, 1915 год, в Цюрихтальской волости Феодосийского уезда числилось 53 различных поселения в которых проживало 3958 человек приписных жителей и 2397 — «посторонних».
- 8 сёл
- Аджи-Булек-Келечи
- Гейльбрун
- Менгермен немецкий
- Ней-Цюрихталь
- Окреч (бывший Фриденталь)
- Субаш
- Цюрихталь
- Эсен-Эки

21 деревня

| - Аккобек - Акчора - Акчора-Вакуф - Антай - Булганак-Бер-Брюс - Бурундук Большой (вакуф) - Бурундук Малый | - Вербрюс - Джанкой - Джума-Эли (вакуф) - Ишунь (вакуф) - Кайнаш (вакуф) - Карабай-Ново-Ивановка - Келечи | - Киянлы (он же Нейгофнунг) - Конрад - Мамбет-Аджи (вакуф) - Менгермен - Найман - Тохтаба - Тюбень-Сарай |

3 посёлка — Ички, Киянлы и Ференгейм; 8 хуторов Баран-Эли, Карабай 1-й (Вальц),  Карабай II-й (Рапп),  Тузла-Шейх-Эли, Челеби-Эли, Бурундук 2 шт и Пчёлка; 7 имений Карабай, Мамбет-Аджи, Мокрый Индол, Мурача-Сарай, Роман-Эли, Шеих-Мамай, Челеби-Эли, Учкую и 4 экономии — Аджи-Болек-Келечи, Акчора, Мамбет-Аджи, братьев Эдилерских.
В 1916 году волость была переименована в Святогорскую, а Цюрихталь, соответственно, в Святогорье, но в 1918 году были возвращены старые названия. Волость существовала до упразднения волостной системы постановлением Крымревкома от 8 января 1921 года.